# Funicolari italiane

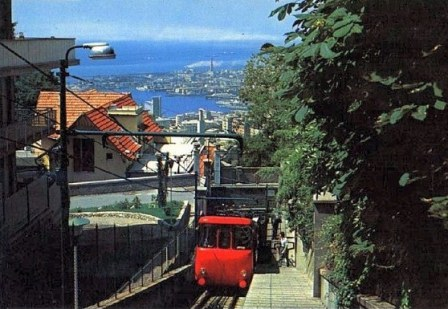
Genova, anni settanta: funicolare del Righi in una cartolina a colori

Le funicolari italiane adibite al trasporto pubblico di persone, definite tecnicamente dalla norma UNI 3734-75, sono impianti che hanno trovato diffusione in tutto il Paese a partire dalla fine dell'Ottocento.
La materia è disciplinata dal decreto R.D. 337 - 08.09 del 16 novembre 2012 recante "Disposizioni e prescrizioni tecniche per le infrastrutture degli impianti a fune adibiti al trasporto di persone". Tale dispositivo armonizza quanto previsto dal precedente decreto legislativo n. 210 del 12 giugno 2003 in attuazione della direttiva europea 2000/9/CE.
Affini alle funicolari sono gli ascensori inclinati, regolati dalla norma UNI EN 81-22, la cui adozione si è diffusa, pur in maniera minore rispetto alle funicolari, a partire dalla fine del ventesimo secolo.

## Costruttori e progettisti
I primi esperimenti su campo in Italia furono condotti a cura di Tommaso Agudio ed Alessandro Ferretti, veri pionieri nell'impiego di questo tipo di tecnologie: a Vicenza in un breve impianto di prova privo di binari alcuni veicoli mossi da trazione a fune furono mossi nel 1883.

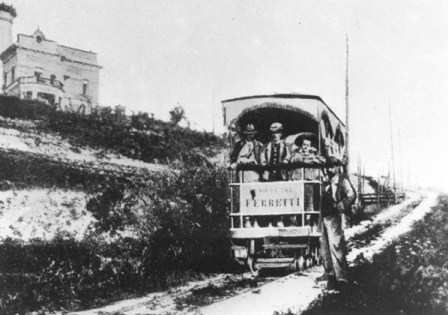
La "funicolare Ferretti" di Salsomaggiore in una cartolina promozionale

La prima funicolare vera e propria ad entrare in servizio fu quella del Vesuvio, inaugurata nel 1880 per opera dell'ingegner Emilio Olivieri, che fu chiamato da Ernesto Emanuele Oblieght, cui fece seguito quattro anni dopo per il collegamento con la basilica di Superga, inaugurato a Torino nel 1884, tale impianto si avvaleva del pionieristico sistema ideato dall'ingegner Tommaso Agudio che sotto il nome di "sistema telodinamico" era stato sperimentato e presentato ufficialmente il 2 agosto 1863 lungo il "piano inclinato del Dusino", lungo il percorso poi interessato dalla costruzione della ferrovia Torino-Genova, rappresentando una tappa fondamentale nella sperimentazione di sistemi tecnologici per le ferrovie di montagna. Nel 1935 tale funicolare fu trasformata con trazione a cremagliera andando a costituire la tranvia Sassi-Superga.
Il più prolifico fra i progettisti e costruttori italiani fu il già citato Alessandro Ferretti, le cui realizzazioni si diffusero a Salsomaggiore, Mondovì, Bergamo, Bologna, Orvieto, Ortona, Sorrento e Torino portando talora a denominare gli impianti da lui costruiti "funicolare Ferretti".
L'apporto di tecnici ed ingegneri di altri Paesi alpini risultò altresì fondamentale per il fiorire degli impianti a trazione funicolare in Italia; un contributo in tal senso fu dato dall'ingegnere svizzero Emil Strub, che progettò la funicolare della Mendola e quella del Virgolo.
Favorita dall'orografia del territorio, l'industria italiana ha annoverato negli anni diversi costruttori di questo tipo di impianti, fra cui la Agudio, fondata dal già citato pioniere del settore e acquisita nel 2015 dalla Leitner e la Ceretti & Tanfani; per la realizzazione di ascensori inclinati si è imposta come leader la Maspero Elevatori.

## Ambiti di utilizzo

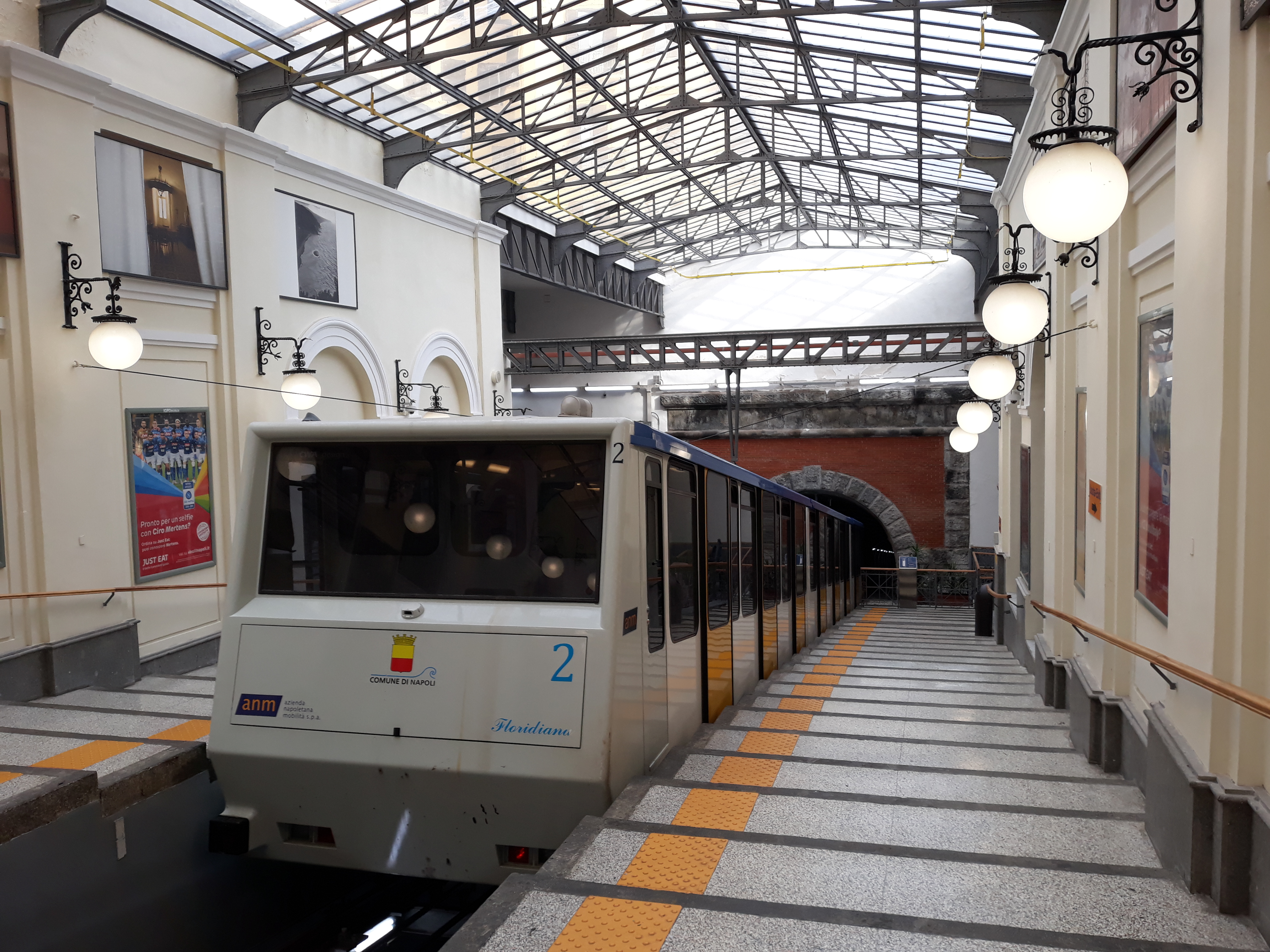
Napoli, funicolare Centrale

I principali ambiti di utilizzo delle funicolari in Italia sono il servizio di trasporto pubblico locale nelle aree più popolose, come per il caso delle linee napoletane e genovesi, e l'impiego come impianti turistici per il collegamento di luoghi di culti, stazioni termali, alberghi panoramici. A tale scopo fu prodotta negli anni un'ampia iconografia costituita da dépliant pubblicitari e cartoline illustrate.
Alla celebre funicolare del Vesuvio è inoltre dedicata la canzone napoletana Funiculì funicolà opera di Luigi Denza; tale brano riscosse un enorme successo, tanto da indurre Richard Strauss ad includerla fra i temi della sua sinfonia Dall'Italia.

## Tecnologie
Lo sviluppo dei sistemi di azionamento seguì l'evoluzione tecnologica del settore, favorendo particolarmente il diffondersi di funicolari a contrappeso d'acqua grazie alla presenza di numerosi fiumi e torrenti. Nel tempo i primitivi motori a vapore per l'azionamento degli argani lasciarono il posto a motori elettrici finché questi ultimi, in conseguenza del mutato quadro normativo di riferimento, divennero il sistema utilizzato su tutti gli impianti.
Il trasporto merci mediante funicolari, denominate in questo caso "piani inclinati", è relativamente meno diffuso in Italia, e è esteso soprattutto per la costruzione e manutenzione di dighe o nell'ambito di impianti minerari come nel caso della ferrovia marmifera di Lasa.

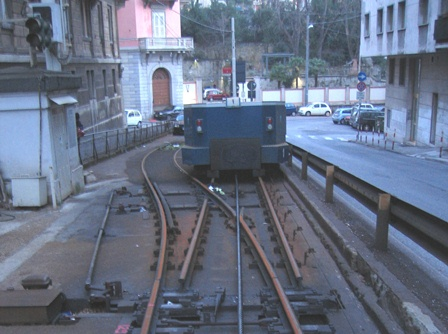
Particolare del sistema triestino

Ulteriore peculiarità è rappresentata dai sistemi misti in cui una tranvia integra un tratto a trazione funicolare per superare forti dislivelli: è il caso della tranvia Palermo-Monreale, soppressa nel 1946, dell'automotofunicolare di Catanzaro, soppressa a sua volta nel 1954, o della tranvia Trieste-Opicina, che dal 1928 vide l'originaria tratta a cremagliera trasformata con trazione a funicolare.
Ben più recenti risultano le esperienze italiane condotte con impianti a fune "atipici" quali le funicolari orizzontali, ascritte alla famiglia dei people mover con il sistema inaugurato per il collegamento dell'ospedale San Raffaele di Milano, denominato "MeLA", inaugurato nel 1999, il "minimetrò" di Perugia, attivato nel 2008 e il people mover di Venezia, inaugurato nel 2010. Ad essi si aggiunge il peculiare impianto ascensore Castello d'Albertis-Montegalletto, entrato in servizio a Genova nel 2004, unisce le caratteristiche di una funicolare orizzontale quelle di un tradizionale ascensore.

### Ascensori inclinati
Un capitolo a sé è costituito dai cosiddetti ascensori inclinati, che si caratterizzano per una minore lunghezza degli impianti, costituiti da percorsi rettilinei e privi di concavità/convessità, realizzati con tecnologie che rispondono a norme di tipo ascensoristico come la UNI EN 81-22, che consentono il contenimento dei costi di gestione e manutenzione. La via di corsa, talora realizzata su strutture metalliche prefabbricate, è costituita da guide metalliche in luogo del tradizionale binario con rotaie Phoenix di tipo ferroviario e per sovrintendere al servizio in luogo del Direttore di esercizio rappresentato da un ingegnere abilitato richiesto per le ferrovie a trazione funicolare è sufficiente il controllo di un responsabile dell'impianto.
Realizzazioni di questo tipo sono presenti a Certaldo, talora impropriamente indicato in bibliografia come "funicolare", nel quartiere di Quezzi a Genova, a Frosinone e, strutturato su tre diverse rampe, presso il forte di Bard, in Valle d'Aosta.

## Lista degli impianti
Nelle tabelle seguenti gli impianti in esercizio sono evidenziati con sfondo bianco.

### Funicolari
| Impianto                            | Città/comprensorio   | Regione               | Apertura                  | Chiusura               | Note                                                                |
| ----------------------------------- | -------------------- | --------------------- | ------------------------- | ---------------------- | ------------------------------------------------------------------- |
| Funicolare di Saint-Vincent         | Saint-Vincent        | Valle d'Aosta         | 1900                      | -                      | Già a contrappeso d'acqua; a vetture indipendenti                   |
| Funicolare del Monte dei Cappuccini | Torino               | Piemonte              | 1885                      | 1942                   |                                                                     |
| Funicolare di Superga               | Torino               | Piemonte              | 1884                      | 1935                   | Trasformata in tranvia a cremagliera                                |
| Funicolare del Monte Rosa           | Monte Rosa           | Valle d'Aosta         | 2009                      | -                      | A servizio degli impianti sciistici                                 |
| Funicolare di Biella                | Biella               | Piemonte              | 1885                      | -                      | A contrappeso d'acqua fino a trasformazione                         |
| Funicolare di Mondovì               | Mondovì              | Piemonte              | 1886; riattivata nel 2006 | -                      | A contrappeso d'acqua fino al 1926                                  |
| Funicolare Vellone-Campo dei Fiori  | Varese               | Lombardia             | 1911                      | 1953                   |                                                                     |
| Funicolare Vellone-Sacro Monte      | Varese               | Lombardia             | 1911; riattivata nel 2000 | -                      |                                                                     |
| Funicolare del Kursaal              | Varese               | Lombardia             | 1911                      | 1944                   |                                                                     |
| Funicolare Como-Brunate             | Como                 | Lombardia             | 1894                      | -                      |                                                                     |
| Funicolare di Lanzo d'Intelvi       | Como                 | Lombardia             | 1907                      | 1977; in riattivazione | Nel 2017 è partito l'iter per riattivare la funicolare              |
| Funicolare di Bergamo Alta          | Bergamo              | Lombardia             | 1887                      | -                      | Sistema a vetture indipendenti                                      |
| Funicolare di Bergamo-San Vigilio   | Bergamo              | Lombardia             | 1912                      | -                      |                                                                     |
| Funicolare di San Pellegrino Terme  | San Pellegrino Terme | Lombardia             | 1909; riattivata nel 2022 | -                      | Con la riattivazione le 3 stazioni intermedie sono state soppresse. |
| Funicolare di Campodolcino          | Val Chiavenna        | Lombardia             | 1997                      | -                      | Sotterranea, a servizio degli impianti sciistici                    |
| Funicolare di Regoledo              | Perledo              | Lombardia             | 1890                      | 1960                   | A contrappeso d'acqua                                               |
| Gardena Ronda Express               | Val Gardena          | Trentino-Alto Adige   | 2004                      | -                      | A servizio degli impianti sciistici                                 |
| Funicolare Rasciesa                 | Val Gardena          | Trentino-Alto Adige   | 2010                      | -                      | A servizio degli escursionisti                                      |
| Funicolare della Mendola            | Caldaro              | Trentino-Alto Adige   | 1903                      | -                      |                                                                     |
| Funicolare del Guncina              | Bolzano              | Trentino-Alto Adige   | 1912                      | 1963                   |                                                                     |
| Funicolare del Virgolo              | Bolzano              | Trentino-Alto Adige   | 1907                      | 1945                   |                                                                     |
| Funicolare di Verona                | Verona               | Veneto                | 1941; riattivata nel 2017 | -                      |                                                                     |
| Funicolare di Vicenza               | Vicenza              | Veneto                | 1883                      | 1883                   | Impianto sperimentale privo di binari                               |
| Funicolare di Opicina               | Trieste              | Friuli-Venezia Giulia | 1928                      | sospesa dal 2016       | Integrata con la tranvia, sostituisce la tratta a cremagliera       |
| Funicolare di Celle Ligure          | Celle Ligure         | Liguria               | 1922                      | 1930                   | Sostituita nel 2016 da ascensore inclinato                          |
| Funicolare Sant'Anna                | Genova               | Liguria               | 1891                      | -                      | A contrappeso d'acqua fino al 1978                                  |
| Funicolare Zecca-Righi              | Genova               | Liguria               | 1895                      | -                      |                                                                     |
| Funicolare dell'esposizione         | Genova               | Liguria               | 1892                      | 1892                   | Attivata in occasione dell'Esposizione italo-americana              |
| Funicolare di Salsomaggiore         | Salsomaggiore Terme  | Emilia-Romagna        | 1898                      | 1912                   |                                                                     |
| Funicolare di San Luca              | Bologna              | Emilia-Romagna        | 1888                      | 1889                   | Sostituita da una funivia                                           |
| Funicolare di San Michele in Bosco  | Bologna              | Emilia-Romagna        | 1888                      | 1888                   | Attiva in occasione dell'Esposizione Emiliana                       |
| Funicolare di Montecatini Terme     | Montecatini Terme    | Toscana               | 1898                      | -                      |                                                                     |
| Funicolare di Certaldo              | Certaldo             | Toscana               | 1999                      | -                      |                                                                     |
| Funicolare di Montenero             | Livorno              | Toscana               | 1908                      | -                      |                                                                     |
| Funicolare di Orvieto               | Orvieto              | Umbria                | 1888; riattivata nel 1990 | -                      | A contrappeso d'acqua fino al 1970                                  |
| Funicolare di Ortona                | Ortona               | Abruzzo               | 1891                      | 1943                   | A contrappeso d'acqua                                               |
| Funicolare di Valle Oscura          | Rocca di Papa        | Lazio                 | 1906                      | 1932                   | A contrappeso d'acqua                                               |
| Funicolare di Valle Vergine         | Rocca di Papa        | Lazio                 | 1932                      | 1963                   |                                                                     |
| Funicolare Centrale                 | Napoli               | Campania              | 1928                      | -                      |                                                                     |
| Funicolare di Chiaia                | Napoli               | Campania              | 1889                      | -                      |                                                                     |
| Funicolare di Mergellina            | Napoli               | Campania              | 1931                      | -                      |                                                                     |
| Funicolare di Montesanto            | Napoli               | Campania              | 1891                      | -                      |                                                                     |
| Funicolare vesuviana                | Vesuvio              | Campania              | 1880                      | 1953                   |                                                                     |
| Funicolare di Sorrento              | Sorrento             | Campania              | 1893                      | 1896?                  | A servizio dell'Hotel Vittoria                                      |
| Funicolare di Capri                 | Capri                | Campania              | 1905                      | -                      |                                                                     |
| Funicolare di Montevergine          | Mercogliano          | Campania              | 1956                      | -                      |                                                                     |
| Funicolare di Catanzaro             | Catanzaro            | Calabria              | 1910; riattivata nel 1998 | -                      | Fino al 1954 integrata con la tranvia                               |
| Funicolare di Monreale              | Palermo              | Sicilia               | 1909                      | 1946                   | Integrata con la tranvia                                            |

### Ascensori inclinati
| Impianto                         | Città/comprensorio | Regione       | Apertura | Chiusura | Note                                                       |
| -------------------------------- | ------------------ | ------------- | -------- | -------- | ---------------------------------------------------------- |
| Funicolare di Certaldo           | Certaldo           | Toscana       | 1999     | -        |                                                            |
| Ascensore inclinato del Pincetto | Perugia            | Umbria        | 2008     | -        |                                                            |
| Ascensore di Quezzi              | Genova             | Liguria       | 2015     | -        |                                                            |
| Funicolare di Celle Ligure       | Celle Ligure       | Liguria       | 2016     | -        |                                                            |
| Ascensore di Cuneo               | Cuneo              | Piemonte      | 2009     | -        |                                                            |
| Ascensori al forte di Bard       | Forte di Bard      | Valle d'Aosta | 2006     | -        | Sistema di 3 ascensori                                     |
| Ascensore di Verona              | Verona             | Veneto        | 2017     | -        | Ricostruzione della precedente funicolare, aperta nel 2017 |
| Ascensore di Frosinone           | Frosinone          | Lazio         | 2010     | -        |                                                            |
| Ascensore di Osimo               | Osimo              | Marche        | 2004     | -        |                                                            |
| Ascensore di San Giorgio         | La Spezia          | Liguria       | 2009     |          |                                                            |
| Ascensore di Todi                | Todi               | Umbria        | -        | -        |                                                            |
| Ascensore di Ariccia             | Ariccia            | Lazio         | 2011     |          |                                                            |

### Funicolari orizzontali
| Impianto                      | Città/comprensorio | Regione   | Apertura | Chiusura | Note                                 |
| ----------------------------- | ------------------ | --------- | -------- | -------- | ------------------------------------ |
| Ascensore di Montegalletto    | Genova             | Liguria   | 2004     | -        | Sezione di un impianto più complesso |
| People mover del San Raffaele | Milano             | Lombardia | 1999     | -        |                                      |
| People mover di Perugia       | Perugia            | Umbria    | 2008     | -        |                                      |
| People mover di Pisa          | Pisa               | Toscana   | 2017     | -        |                                      |
| People mover di Venezia       | Venezia            | Veneto    | 2010     | -        |                                      |